# نور الله نور الله
نورالله نور الله هو وزيرالمالية وحاكم مصرف سورية المركزي سابق
يعتبر الحقوقي والاقتصادي نور الله من الشخصيات التي استلمت إدارة المصرف لفترة قصيرة، إذ لم يبق في الحكم سوى أشهر قليلة
بين 8 من أيار 1963 وحتى 10 من آب 1963.
نور الله حاصل على دكتوراه في الحقوق والعلوم المالية من جامعة باريس الفرنسية، وكان يشغل مدير صندوق الدين العام في وزارة المالية قبل تسلمه حاكم المصرف.
وبعد إعفائه من منصبه عين نور الله وزيرًا للمالية في حكومة عبد الرحمن الخليفاوي بين 1971 و1972، كما أعيد تعيينه بنفس المنصب في حكومة محمود الأيوبي (1972 و1976)، قبل تعديل الحكومة في 1974 ليصبح وزير دولة لشؤون التخطيط.

## المصدر
"مصرف سورية المركزي". مؤرشف من الأصل في 2024-05-26.